# François Dogaer
François Frans Dogaer, né le 6 juillet 1897 à Malines en Belgique et mort le 5 juillet 1926 dans la même ville des suites d'une tuberculose pulmonaire, est un footballeur international belge actif au début des années 1920. Il joue durant toute sa carrière au Racing Club de Malines, où il occupe le poste d'attaquant.
Il participe aux Jeux olympiques de 1920 à Anvers mais ne dispute aucune rencontre du tournoi de football remporté par la Belgique.

## Biographie
François Dogaer est issu d'une grande famille de footballeurs, son père et ses frères ainsi que lui-même ont tous été actifs au Racing Club de Malines,. C'est donc assez naturellement qu'il intègre les cadets du club dès l'âge de 15 ans où il se fait rapidement remarquer par ses qualités et son talent.
Lorsqu'éclate la Grande Guerre, la famille Dogaer fuit le pays et cherche refuge en Angleterre où François continue à taquiner le ballon et attire bientôt l'œil des scouts d'Aston Villa, club de première division anglaise. Selon certaines sources,,, Dogaer était le seul Belge capable de rivaliser avec les joueurs professionnels des Villans, ce qui fait de lui le premier Belge à évoluer en première division anglaise, mais cela ne semble pas tout à fait exact. Il n'y a aucune trace de lui dans les archives d'Aston Villa. Avec une certitude absolue, il n'est jamais entré en action dans l'équipe première du club en compétitions officielles. Toutefois, ce qui est certain, c'est qu'il a joué avec l'équipe réserve dans une division inférieure et qu'il a disputé une rencontre amicale, le 5 août 1918, face à West Bromwich Albion lors de laquelle il inscrit un but. Il aurait également marqué les esprits lors d'un derby face au club rival de la ville, Birmingham City, en inscrivant deux buts et en contribuant ainsi à la victoire d'Aston Villa. Ses exploits lui auraient permis de décrocher des offres de contrat professionnel aussi bien au sein des Villans que de Birmingham mais lorsque le conflit prend fin, poussé par son frère Jan, Dogaer choisit de rentrer en Belgique.

### En club
François Dogaer rejoint les rangs du Racing Club de Malines après la Première Guerre mondiale et s'impose rapidement à la pointe de l'attaque. Il inscrit douze buts durant la saison 1919-1920, ce qui lui vaut d'être convoqué en équipe nationale belge pour disputer les Jeux olympiques de 1920 à Anvers. Il remporte le titre olympique avec ses coéquipiers mais il ne dispute aucun match lors du tournoi. Il doit attendre le mois de mai 1921 pour disputer sa première rencontre avec les Diables Rouges, contre l'Italie.
Lors de la saison 1921-1922, François Dogaer inscrit 18 des 43 buts du RC Malines en championnat, ce qui permet à son équipe de se classer à la septième place et lui permet, à titre personnel, de terminer quatrième meilleur buteur de la compétition. Malgré ces bonnes performances, taraudé par la maladie, il est contraint d'arrêter le football en fin de saison,.

### En sélections nationales
François Dogaer est convoqué en équipe nationale belge lors des Jeux olympiques de 1920 mais il ne dispute aucune des trois rencontres du tournoi. Il joue son premier match international le 5 mai 1921, lors de la réception de l'Italie pour un match amical. Il affronte également l'Angleterre le 12 mai de la même année, pour ce qui constitue le premier affrontement de la Belgique avec l'équipe nationale professionnelle anglaise, les précédentes rencontres s'étant déroulée contre l'équipe amateur. Il dispute un troisième et dernier match le 15 janvier 1922, face à la France.

## Statistiques

### En club
| Saison                | Club                  | Championnat             | Championnat | Championnat | Coupe(s) nationale(s) | Coupe(s) nationale(s) | Total | Total |
| Saison                | Club                  | Division                | M.          | B.          | M.                    | B.                    | M.    | B.    |
| 1919-1920             | KRC Malines           | Division d’Honneur (D1) | 22          | 12          | -                     | -                     | 22    | 12    |
| 1920-1921             | KRC Malines           | Division d’Honneur (D1) | 21          | 8           | -                     | -                     | 21    | 8     |
| 1921-1922             | KRC Malines           | Division d’Honneur (D1) | 24          | 18          | -                     | -                     | 24    | 18    |
| Total sur la carrière | Total sur la carrière | Total sur la carrière   | 67          | 38          | -                     | -                     | 67    | 38    |

### En sélections nationales
| Saison                | Sélection             | Phases finales        | Phases finales | Phases finales | Matchs amicaux | Matchs amicaux | Total | Total |
| Saison                | Sélection             | Compétition           | M              | B              | M              | B              | M     | B     |
| --------------------- | --------------------- | --------------------- | -------------- | -------------- | -------------- | -------------- | ----- | ----- |
| 1920-1921             | Belgique              | JO 1920               | 0              | 0              | 2              | 0              | 2     | 0     |
| 1921-1922             | Belgique              | -                     | -              | -              | 1              | 0              | 1     | 0     |
| Sous-total            | Sous-total            | Sous-total            | 0              | 0              | 3              | 0              | 3     | 0     |
| 1923-1924             | Belgique aspirants    | -                     | -              | -              | 2              | 0              | 2     | 0     |
| Total sur la carrière | Total sur la carrière | Total sur la carrière | 0              | 0              | 5              | 0              | 5     | 0     |

### Matchs internationaux
| Matchs internationaux de François Dogaer | Matchs internationaux de François Dogaer | Matchs internationaux de François Dogaer | Matchs internationaux de François Dogaer | Matchs internationaux de François Dogaer | Matchs internationaux de François Dogaer | Matchs internationaux de François Dogaer | Matchs internationaux de François Dogaer |
| #                                        | Date                                     | Lieu                                     | Adversaire                               | Résultat                                 | Compétition                              | Club                                     | Notes                                    |
| ---------------------------------------- | ---------------------------------------- | ---------------------------------------- | ---------------------------------------- | ---------------------------------------- | ---------------------------------------- | ---------------------------------------- | ---------------------------------------- |
| 1                                        | 5 mai 1921                               | Stade olympique, Anvers, Belgique        | Italie                                   | D 2 - 3                                  | Match amical                             | KRC Malines                              | Titulaire.                               |
| 2                                        | 21 mai 1921                              | Stade du Daring, Bruxelles, Belgique     | Angleterre                               | D 0 - 2                                  | Match amical                             | KRC Malines                              | Titulaire.                               |
| 3                                        | 15 janvier 1922                          | Stade de Colombes, Colombes, France      | France                                   | D 1 - 2                                  | Match amical                             | KRC Malines                              | Titulaire.                               |

| Matchs aspirants de François Dogaer | Matchs aspirants de François Dogaer | Matchs aspirants de François Dogaer         | Matchs aspirants de François Dogaer | Matchs aspirants de François Dogaer | Matchs aspirants de François Dogaer | Matchs aspirants de François Dogaer | Matchs aspirants de François Dogaer |
| #                                   | Date                                | Lieu                                        | Adversaire                          | Résultat                            | Compétition                         | Club                                | Notes                               |
| ----------------------------------- | ----------------------------------- | ------------------------------------------- | ----------------------------------- | ----------------------------------- | ----------------------------------- | ----------------------------------- | ----------------------------------- |
| 1                                   | 23 mars 1924                        | Stade du Tivoli, Strasbourg, France         | France B                            | D 0 - 1                             | Match amical                        | KRC Malines                         | Titulaire.                          |
| 2                                   | 11 mai 1924                         | Terrain du CA Spora, Luxembourg, Luxembourg | Luxembourg                          | D 1 - 2                             | Match amical                        | KRC Malines                         | Titulaire.                          |

## Palmarès

### En sélections nationales
|  |  | Belgique olympique - Jeux olympiques : - Médaille d'or : 1920. |